# Sceloporus virgatus
Sceloporus virgatus är en ödleart som beskrevs av  Smith 1938. Sceloporus virgatus ingår i släktet Sceloporus och familjen Phrynosomatidae. Inga underarter finns listade i Catalogue of Life.
Denna ödla förekommer med flera från varandra skilda populationer i Arizona, New Mexico och nordvästra Mexiko. Arten lever i bergstrakter mellan 1500 och 3100 meter över havet. Habitatet utgörs av skogar med tallar och ekar samt av savanner. Exemplaren vistas på marken och gömmer sig bakom stenar, träbitar på marken, gräs eller i lövskiktet.
För beståndet är inga hot kända. Hela populationen anses vara stabil. IUCN kategoriserar arten globalt som livskraftig.